# 囚神星
囚神星（61 Danaë）是第61颗被人类发现的小行星，于1860年9月9日发现。囚神星的直径为82.0千米，质量为3.2×1017千克，公转周期为1881.025天。
囚神星以希臘神話的人物達那厄命名。